# Exechia fusca
Exechia fusca ist eine Pilzmücke aus der Unterfamilie Mycetophilinae. Die Art wurde von Johann Wilhelm Meigen 1804 als Mycetophila fusca erstbeschrieben. Der lateinische Artname fusca bedeutet „dunkel“ oder „schwarz“. In Deutschland ist Exechia fusca eine von 35 Arten der Gattung Exechia.

## Merkmale
Die Pilzmücken sind etwa 4–5 mm lang. Sie besitzen einen schwarzbraunen Körper. Im Gegensatz zu der verwandten Art Exechia confinis ist der Hinterleib einfarbig schwarzbraun und ohne gelbe Längsflecke. Der Thorax überragt den Kopf. Die Facettenaugen sind weit voneinander getrennt an den Seiten des Kopfes. Der Scapus ist gelb gefärbt, die Geißelglieder sind braungrau. Die gelblich gefärbten Beine der Pilzmückenart sind sehr lang. An den apikalen Enden der Tibien finden sich jeweils zwei lange Sporne. Exechia fusca kann in der Regel nur über eine mikroskopische Untersuchung der Genitalien, insbesondere der männlichen, von verwandten Arten unterschieden werden.

## Verbreitung
Exechia fusca ist eine holarktisch verbreitete Art. In Europa ist sie weitverbreitet und kommt von Island im hohen Norden bis in den Mittelmeerraum und Nordafrika im Süden vor. Ferner findet man die Pilzmücken auf Madeira und auf den Kanarischen Inseln.

## Lebensweise
Die Larven von Exechia fusca entwickeln sich im Fruchtkörper von Pilzen. Die Art ist polyphag, das heißt, sie nutzt ein breites Spektrum an Pilzen, darunter den Fliegenpilz (Amanita muscaria), den Gelben Knollenblätterpilz (Amanita citrina), die Hahnenkamm-Koralle (Ramaria botrytis), Täublinge (Russula) und den Honiggelben Hallimasch (Armillaria mellea). In Deutschland wurden bei einer Studie offenbar 128 Pilzarten mit Exechia fusca in Verbindung gebracht. Die Pilzmücken beobachtet man insbesondere im Oktober und Anfang November.

## Bilder

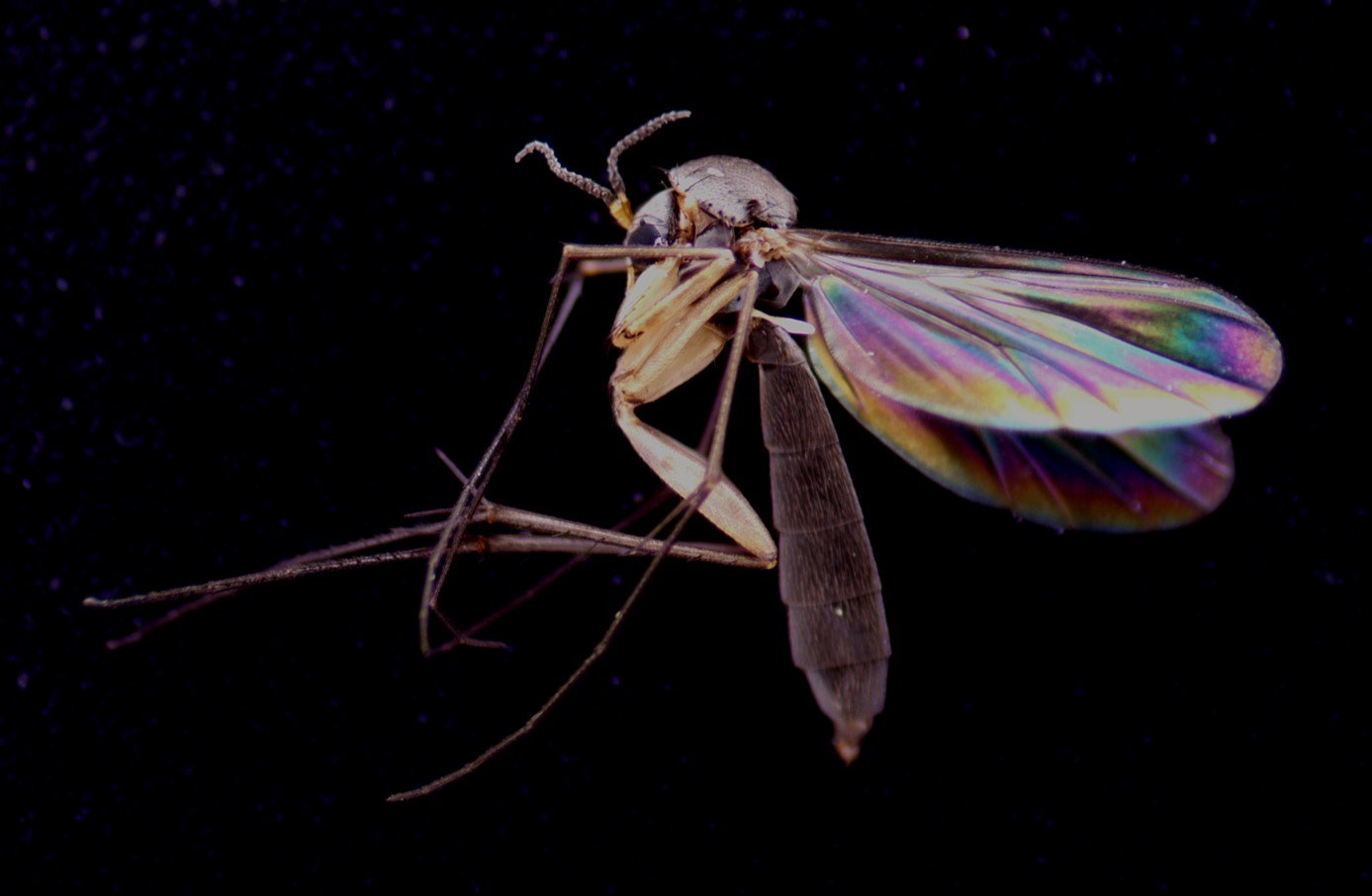
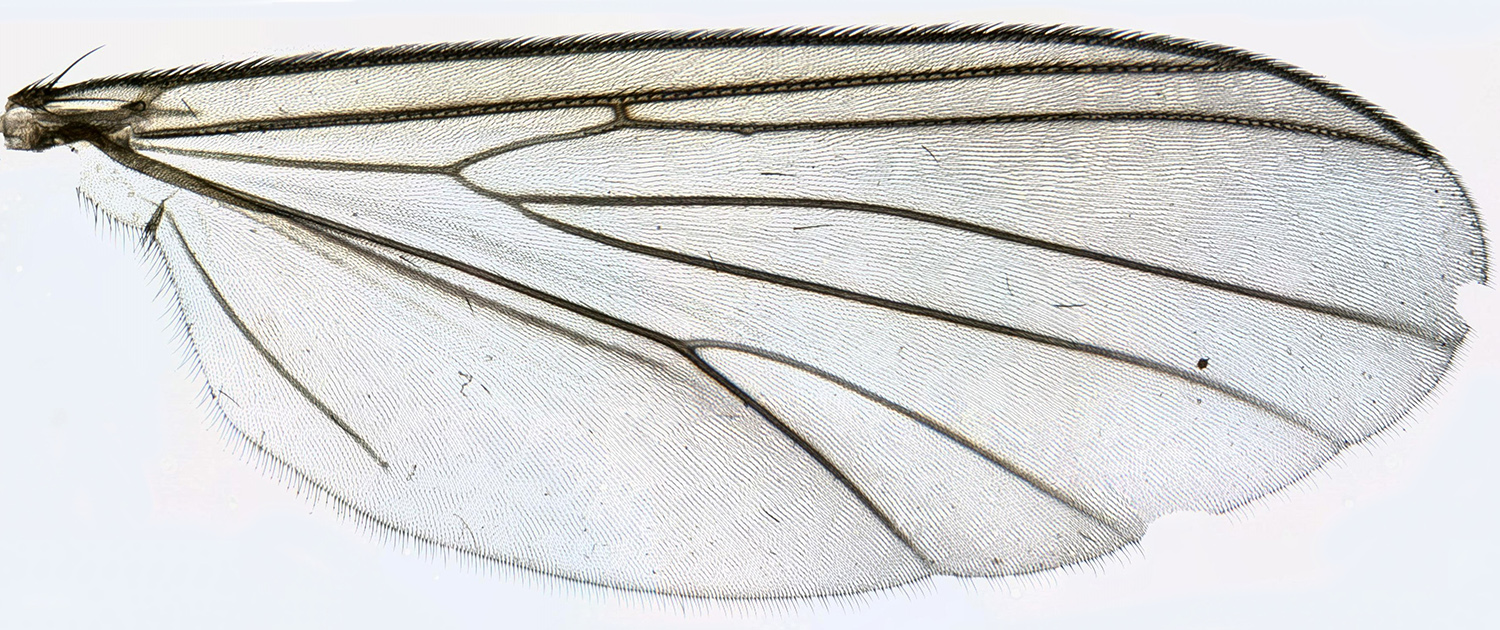
Flügel
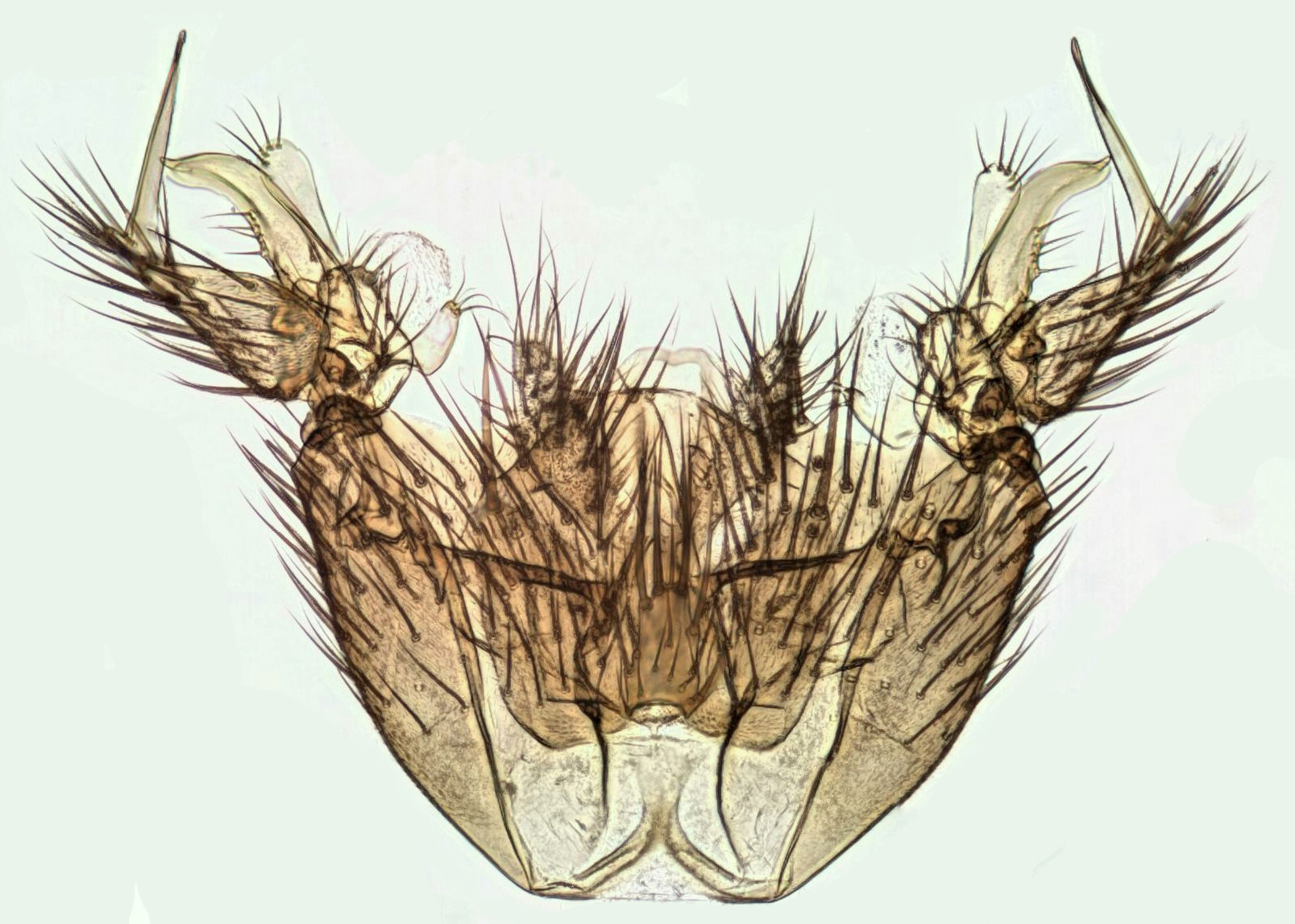
Genitalien
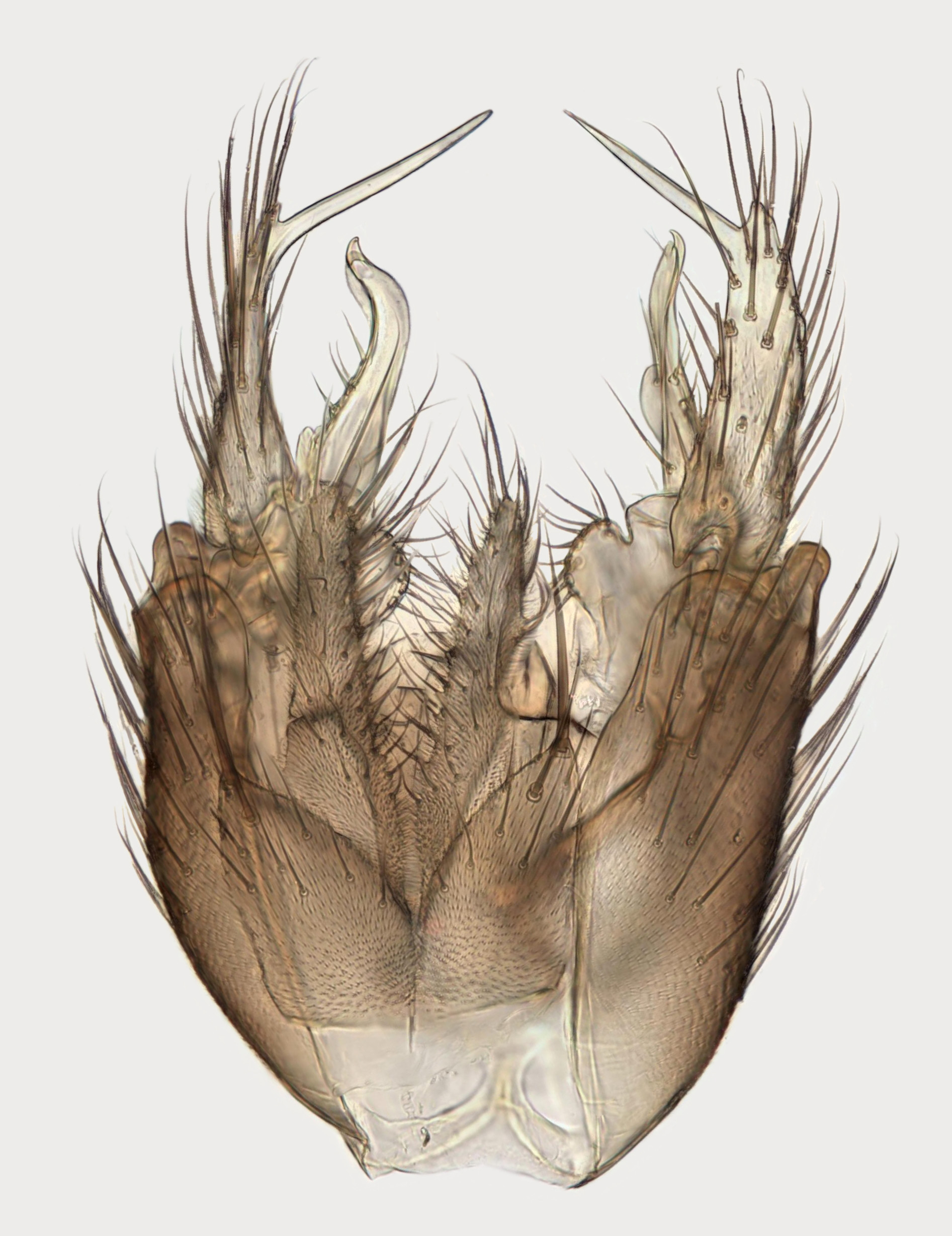
Genitalien (Dorsalansicht)
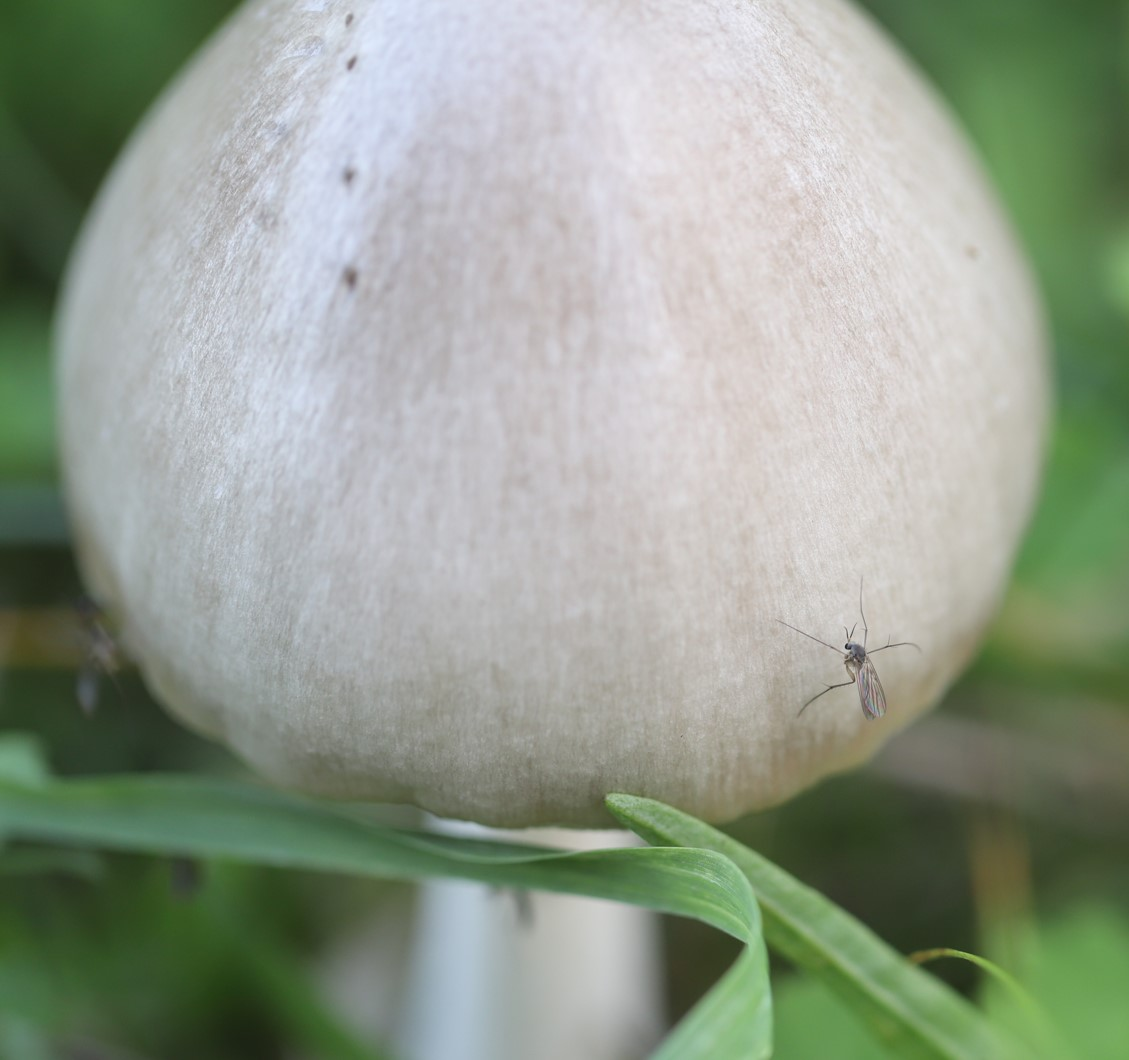
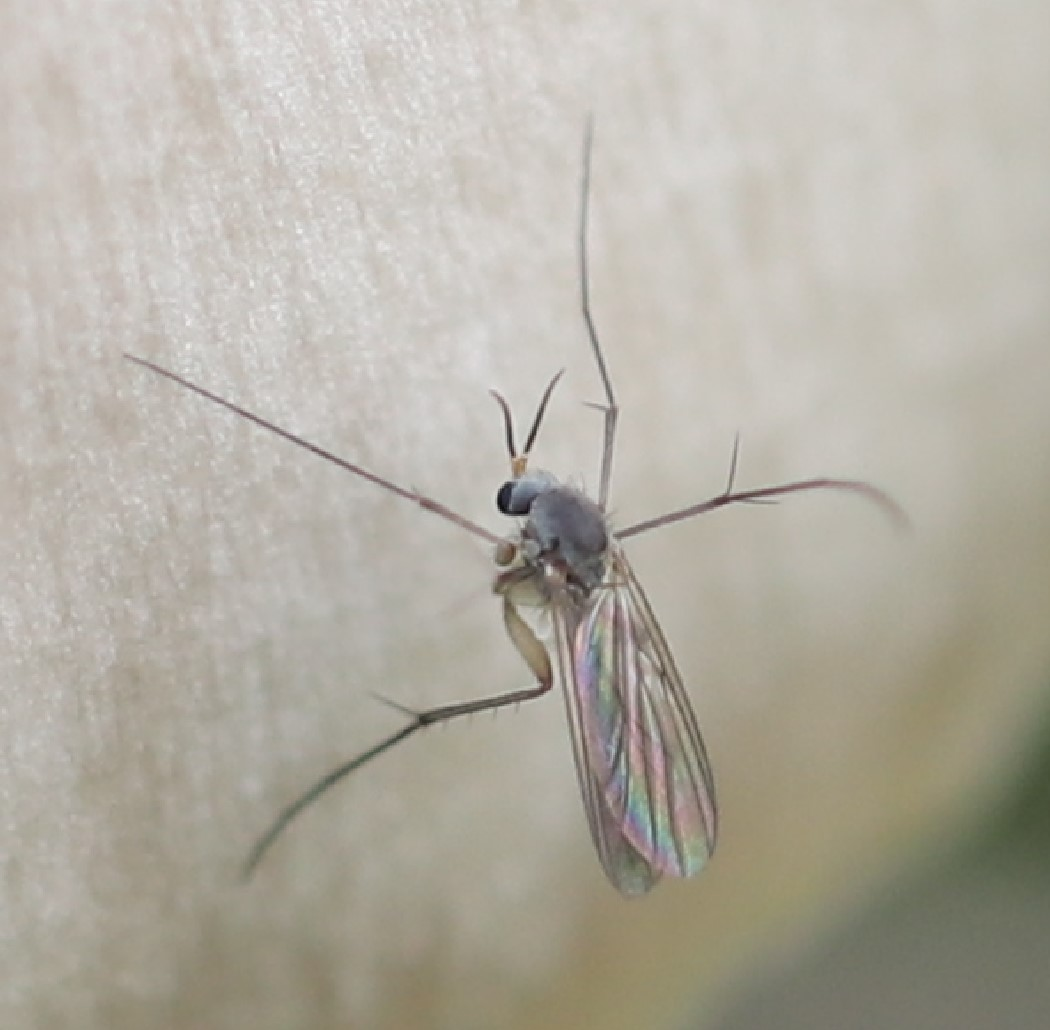